# Chén nung

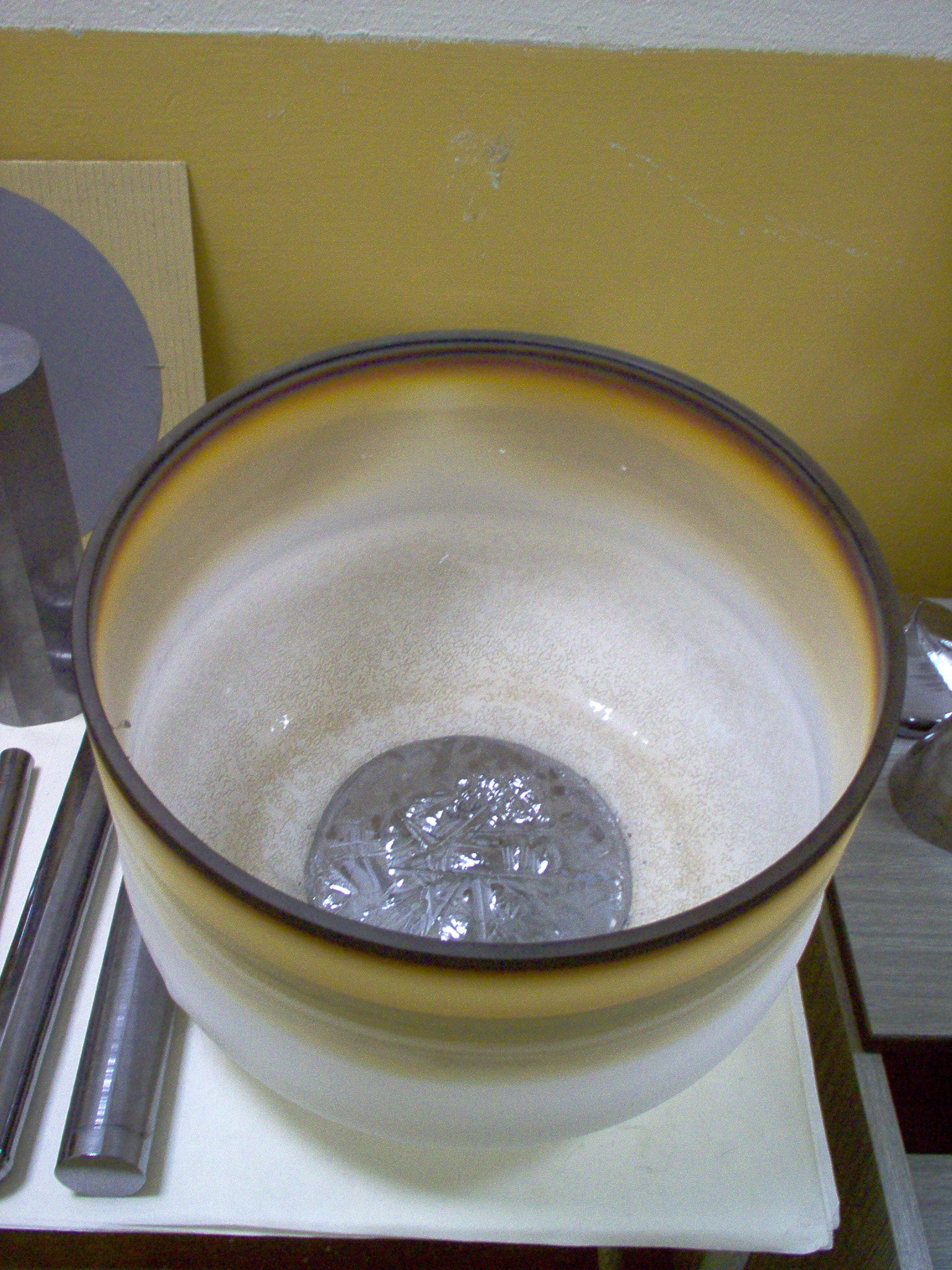
Chén nung hiện đại sử dụng trong sản xuất silic thỏi bằng quy trình Czochralski.

Chén nung, nồi nung hay nồi lò là một loại đồ đựng bằng gốm hay kim loại được sử dụng để nấu chảy hoặc gia nhiệt kim loại và/hoặc các chất khác tới các mức nhiệt độ rất cao. Trong quá khứ các chén nung thường được làm từ đất sét, nhưng nó cũng có thể được làm từ bất kỳ vật liệu nào chịu được nhiệt độ đủ cao để nung chảy hay làm biến đổi những gì chứa trong nó.

## Lịch sử

### Loại hình học và niên đại học
Hình dạng của chén nung đã thay đổi theo chiều dài lịch sử, với các thiết kế phản ánh quá trình công nghệ mà chúng được sử dụng cũng như các thay đổi mang tính khu vực. Các dạng chén nung sớm nhất đã xuất hiện từ khoảng thiên niên kỷ 6/5 TCN ở Đông Âu và Iran.

### Thời đại đồng đá
Các chén nung sử dụng để nấu luyện đồng nói chung là các đồ chứa nông và rộng, làm từ đất sét không có các tính chất chịu lửa, tương tự như các loại đất sét sử dụng trong các lĩnh vực gốm khác trong khoảng thời gian này. Trong thời đại đồng đá, các chén nung được nung nóng từ trên xuống bằng việc sử dụng các ống thổi. Các chén nung bằng gốm thuộc thời kỳ này có một vài thay đổi nhỏ trong các thiết kế của chúng, như quai, núm hay vòi rót cho phép người ta thao tác và rót vật liệu dễ dàng hơn. Các ví dụ sớm về thực tiễn hoạt động này có thể thấy trong các di vật tìm thấy tại Feinan, Jordan. Các chén nung này có thêm quai để dễ thao tác hơn, tuy nhiên do điều kiện bảo quản không tốt của chúng nên người ta không tìm thấy chứng cứ nào về vòi rót. Mục đích chính của chén nung thời kỳ này là giữ quặng tại chỗ tập trung nhiệt để tách nó ra khỏi các tạp chất trước khi tạo hình.

### Thời đại đồ sắt
Sử dụng chén nung trong thời đại đồ sắt cũng tương tự như trong thời đại đồ đồng, với nấu luyện đồng và thiếc được sử dụng để sản xuất đồng thanh. Các thiết kế chén nung thời đại đồ sắt cũng tương tự như trong thời đại đồ đồng.
Thời kỳ La Mã cho thấy một số cải tiến kỹ thuật, với các chén nung được sử dụng cho các phương thức mới trong sản xuất các hợp kim mới. Quy trình nấu chảy và nấu luyện cũng thay đổi kể cả về mặt kỹ thuật gia nhiệt lẫn thiết kế chén nung. Chén nung thay đổi thành dạng thuôn tròn hoặc với đáy nhọn có hình dạng giống như hình nón hơn và chúng được gia nhiệt từ phía dưới, không giống như các chén nung thời trước đó có hình dạng không đều và gia nhiệt từ phía trên. Các thiết kế này tạo ra sự ổn định lớn hơn trong than củi. Trong một số trường hợp thì các chén nung này có thành mỏng hơn và có các tính chất chịu lửa.
Trong thời kỳ La Mã một quy trình mới trong gia công kim loại đã bắt đầu là quy trình thấm ủ, được sử dụng trong sản xuất đồng thau. Quy trình này bao gồm sự kết hợp của một kim loại với một chất khí để sản xuất hợp kim. Đồng thau được làm bằng cách phối trộn đồng kim loại rắn với kẽm oxit (sinh ra từ kẽm cacbonat hay kẽm silicat dưới dạng calamin (smithsonit hay hemimorphit). Hỗn hợp này được nung nóng tới khoảng 900 °C và kẽm oxit bốc hơi thành khí, và kẽm ở dạng khí kết hợp với đồng nóng chảy. Phản ứng này phải diễn ra trong thùng chứa kín toàn bộ hay kín một phần để tránh làm thất thoát hơi kẽm. Vì thế các chén nung thấm ủ phải có nắp đậy để hạn chế thoát khí khỏi chén nung. Thiết kế và nguyên liệu sử dụng trong chế tạo chén nung thấm ủ là tương tự như của chén nung nấu chảy và chén nung nấu luyện cùng thời kỳ. Hình nón và miệng nhỏ cho phép người ta thêm vào nắp đậy. Các chén nung thấm ủ này được tìm thấy tại Colonia Ulpia Trajana (nay là Xanten, Đức), với kích thước khoảng 4 cm, tuy nhiên chúng chỉ là các chén nung loại nhỏ. Các thùng chứa lớn hơn như nồi nấu và vò hai quai cũng được sử dụng để thấm ủ để gia công lượng đồng thau lớn hơn; do phản ứng diễn ra ở các mức nhiệt độ không quá cao nên các loại gốm nung nhiệt độ thấp có thể được sử dụng. Các thùng chứa bằng gốm được sử dụng là do chúng phải có khả năng thẩm thấu khí qua thành thùng, nếu không thì áp suất cao của khí trong thùng có thể phá vỡ nó. Các thùng thấm ủ được sản xuất hàng loạt là do chúng được phá vỡ để lấy đồng thau sau khi phản ứng kết thúc, vì trong phần lớn các trường hợp thì nắp đậy bị đóng cứng vào thùng hoặc đồng thau có thể bám dính vào thành thùng.

### Thời kỳ Trung cổ
Nấu chảy và nấu luyện đồng và các hợp kim của nó như đồng thanh chứa chì được nấu luyện trong các chén nung tương tự như thời La Mã nhưng có thành mỏng hơn và đáy bằng để ổn định khi xếp trong lò. Công nghệ cho kiểu nấu luyện này bắt đầu thay đổi vào cuối thời kỳ Trung cổ với sự giới thiệu của một số vật liệu mới để làm các chén nung bằng gốm. Một số chén nung nấu luyện hợp kim đồng được sử dụng trong sản xuất chuông. Các chén nung đúc chuông có thể có kích thước tới 60 cm. Các chén nung cuối thời Trung cổ này cũng là sản phẩm sản xuất hàng loạt.
Quy trình thấm ủ, từng bị mất đi từ cuối thời La Mã tới đầu thời Trung cổ, lại được tiếp tục phát triển tương tự trước đó với đồng thau. Sản xuất đồng thau tăng lên trong thời Trung cổ là do hiểu biết tốt hơn về công nghệ nền tảng của nó. Ngoài ra, quy trình thực hiện thấm ủ trong sản xuất đồng thau cũng không thay đổi nhiều cho tới tận thế kỷ 19.
Tuy nhiên, trong thời kỳ này thì một cải tiến công nghệ lớn và quan trọng sử dụng quy trình thấm ủ đã diễn ra, đó là sản xuất thép nồi nung. Sản xuất thép sử dụng sắt và cacbon hoạt động tương tự như sản xuất đồng thau, với sắt kim loại được trộn với cacbon để sản xuất thép. Ví dụ đầu tiên về thép thấm ủ là thép wootz (thép ô tư) từ Ấn Độ, trong đó các nồi nung nhồi đầy sắt rèn thấp cacbon chất lượng cao và cacbon dưới dạng các vật chất hữu cơ như lá, gỗ v.v.. Tuy nhiên, người ta không sử dụng than củi bên trong nồi nung. Các nồi nung thời kỳ đầu này chỉ sản xuất được một lượng nhỏ thép do chúng cũng bị phá vỡ sau khi quy trình nấu luyện kết thúc.
Vào cuối thời Trung cổ thì sản xuất thép dịch chuyển từ Ấn Độ sang khu vực ngày nay là Uzbekistan, nơi các nguyên liệu mới được sử dụng trong sản xuất nồi nung thép, chẳng hạn các nồi nung mullit, cristobalit đã được giới thiệu. Chúng là các chén nung làm từ đất sét cát đắp xung quanh khuôn là một cái ống làm bằng vải. Các nồi nung này được sử dụng tương tự như các thùng thấm ủ, nhưng với một lỗ trên đỉnh để làm giảm áp suất.

### Hậu Trung cổ
Vào cuối thời Trung cổ và tiến vào thời kỳ Hậu-Trung cổ, các kiểu thiết kế và các quy trình chén nung mới đã bắt đầu. Các kiểu chén nung nấu luyện và nấu chảy trở nên hạn chế hơn về thiết kế và chỉ được một số ít chuyên gia sản xuất. Các kiểu chính sử dụng trong thời kỳ Hậu-Trung cổ là chén nung Hesse được sản xuất tại khu vực Hesse ở Đức. Các chén nung với tiết diện hình tam giác này được làm trên bàn xoay hay trong khuôn sử dụng đất sét cao alumina và được ram với cát từ thạch anh nguyên chất. Ngoài ra, một loại chén nung chuyên biệt hóa khác cũng được sản xuất trong cùng khoảng thời gian đó là chén nung graphit từ miền nam Đức. Các chén nung này có thiết kế tương tự như các chén nung tam giác từ Hesse, nhưng chúng cũng được sản xuất dưới dạng hình nón. Các chén nung này được mua bán tại khắp châu Âu và Tân thế giới.
Sự làm tinh tế các phương pháp trong thời Trung cổ và Hậu Trung cổ đã dẫn tới sự sáng chế ra cupen trông tương tự như một cái chén nhỏ hình trứng, làm từ gốm hay tro xương và được sử dụng để tách các kim loại thường ra khỏi các kim loại quý. Quy trình này được gọi là cupen hóa. Cupen hóa hay phương pháp thổi xỉ đã bắt đầu từ rất sớm trước thời Hậu Trung cổ, tuy nhiên việc chế tạo những đồ chứa đầu tiên để thực hiện quy trình này chỉ bắt đầu trong thế kỷ 16. Một đồ chứa khác được sử dụng cho cùng quy trình này là nồi tạo xỉ, tương tự như cupen nhưng hơi lớn hơn và dùng để loại bỏ chì và để lại các kim loại quý. Các cupen và nồi tạo xỉ được sản xuất hàng loạt do sau mỗi lần khử thì các đồ chứa này có thể hấp thụ toàn bộ chì và trở thành bão hòa. Các đồ chứa này cũng được sử dụng trong quy trình phân tích luyện kim trong đó các kim loại quý được rút ra khỏi tiền kim loại hay khối kim loại để xác định lượng các kim loại quý có trong các đồ vật này.

## Hiện đại

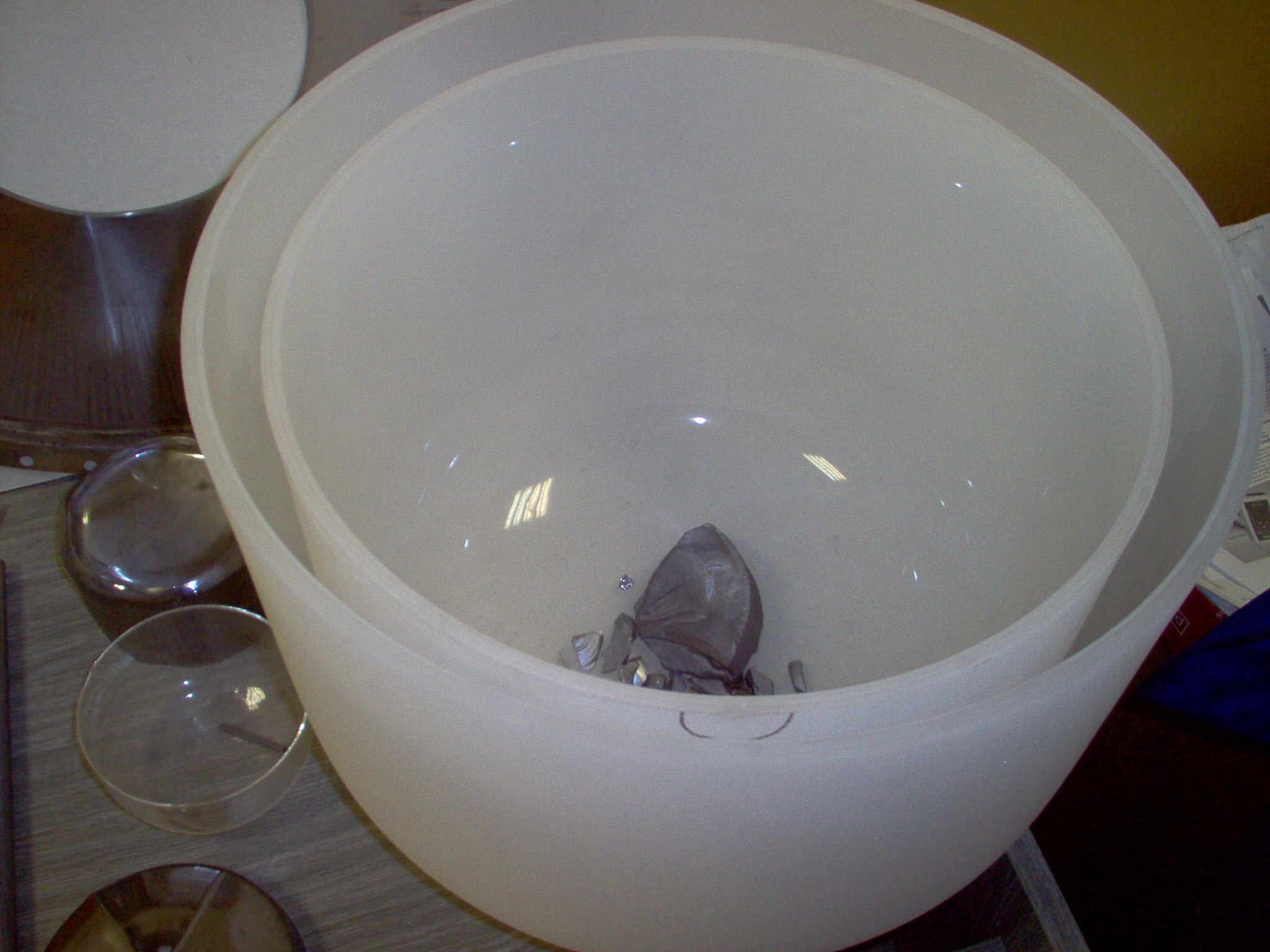
Các chén nung sử dụng trong quy trình Czochralski.

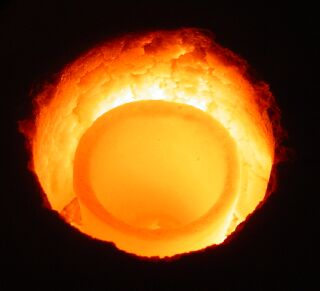
Nấu chảy vàng trong chén nung graphit.

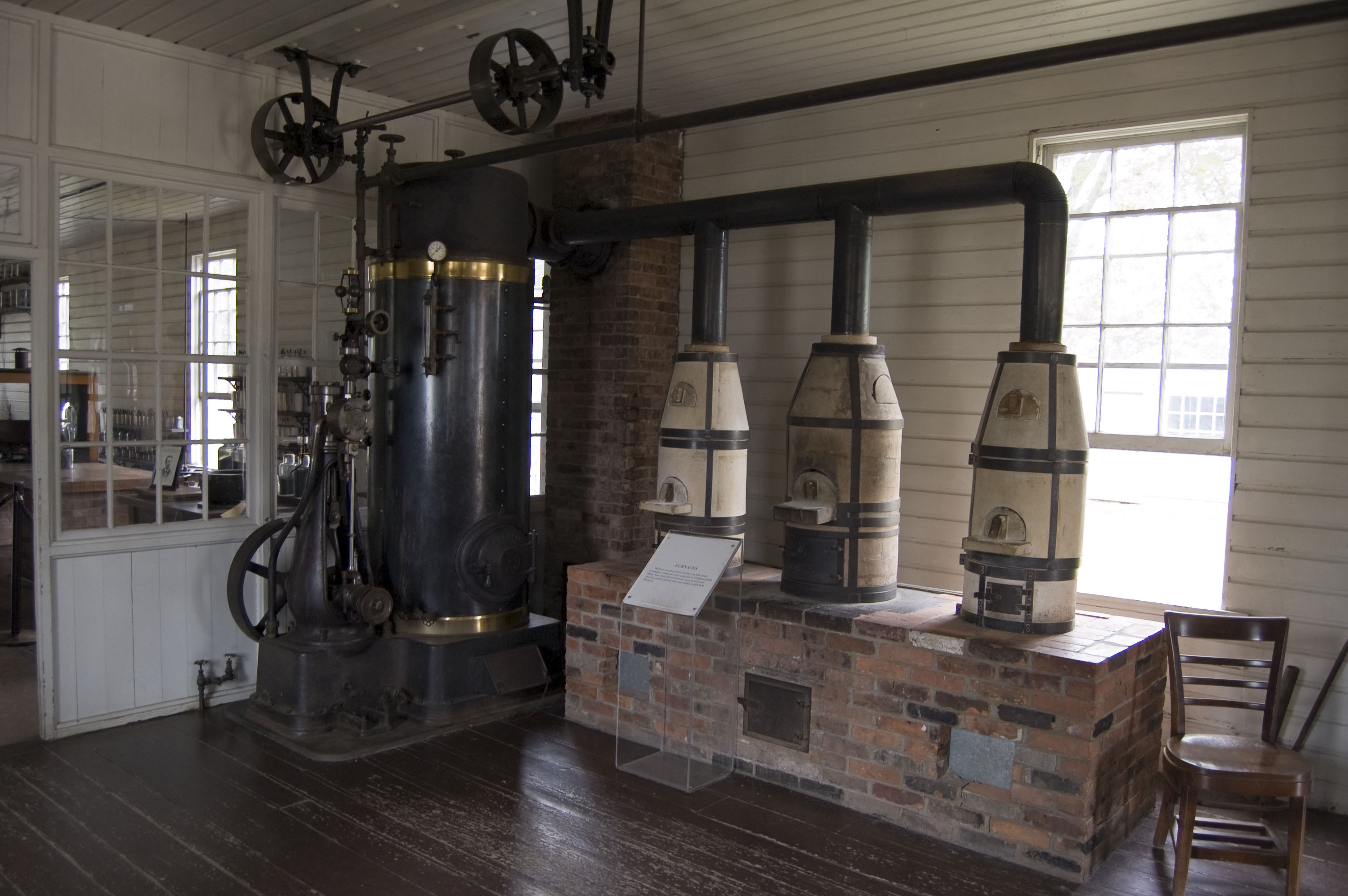
Ba chén nung được Thomas Edison sử dụng.

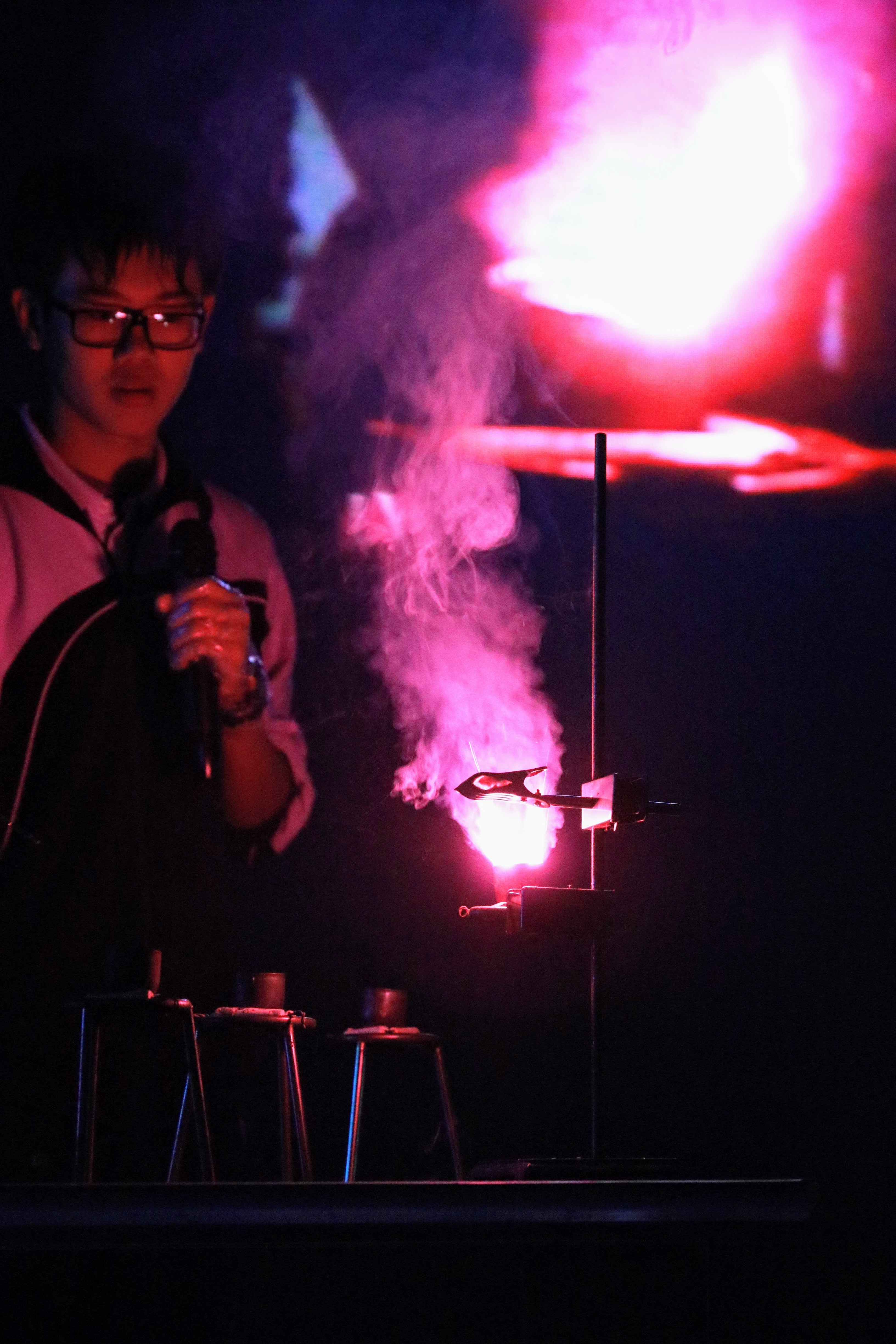
Một sinh viên đang sử dụng chén nung trong tiến hành thử nghiệm hóa học.

Chén nung được sử dụng trong phòng thí nghiệm để chứa các hợp chất hóa học khi nung tới các mức nhiệt độ rất cao. Các chén nung có sẵn theo nhiều kích cỡ và thông thường luôn đi kèm với nắp đậy có kích cỡ tương ứng. Khi nung trên lửa, chén nung thường được đặt bên trong một tam giác ống đất sét và thiết bị này lại được đặt bên trên một kiềng ba chân.
Chén nung và nắp đậy của nó được làm từ các vật liệu chịu nhiệt độ cao, thường là sứ, alumina hay kim loại trơ về mặt hóa học. Một trong những sử dụng sớm nhất của platin là làm chén nung. Các loại gốm như alumina, zirconia và đặc biệt là magnesia chịu được các nhiệt độ rất cao. Gần đây, các kim loại như niken và zirconi cũng được sử dụng. Nắp đậy thông thường không quá khít chặt để cho khí thoát ra khi nung nóng mẫu vật bên trong. Chén nung và nắp đậy có thể ở dạng cao hay dạng thấp và có nhiều kích cỡ, nhưng các chén nung bằng sứ với kích thước khá nhỏ, chỉ khoảng 10–15 ml được sử dụng phổ biến trong phân tích hóa trọng lượng. Các chén nung và nắp đậy cỡ nhỏ làm từ sứ này là khá rẻ khi bán với số lượng lớn cho các phòng thí nghiệm, và vì thế các chén nung đôi khi bị loại bỏ sau khi dùng trong phân tích hóa định lượng chính xác. Tuy nhiên, khi bán riêng lẻ cho những người có sở thích sưu tập thường có sự tăng giá khá lớn.

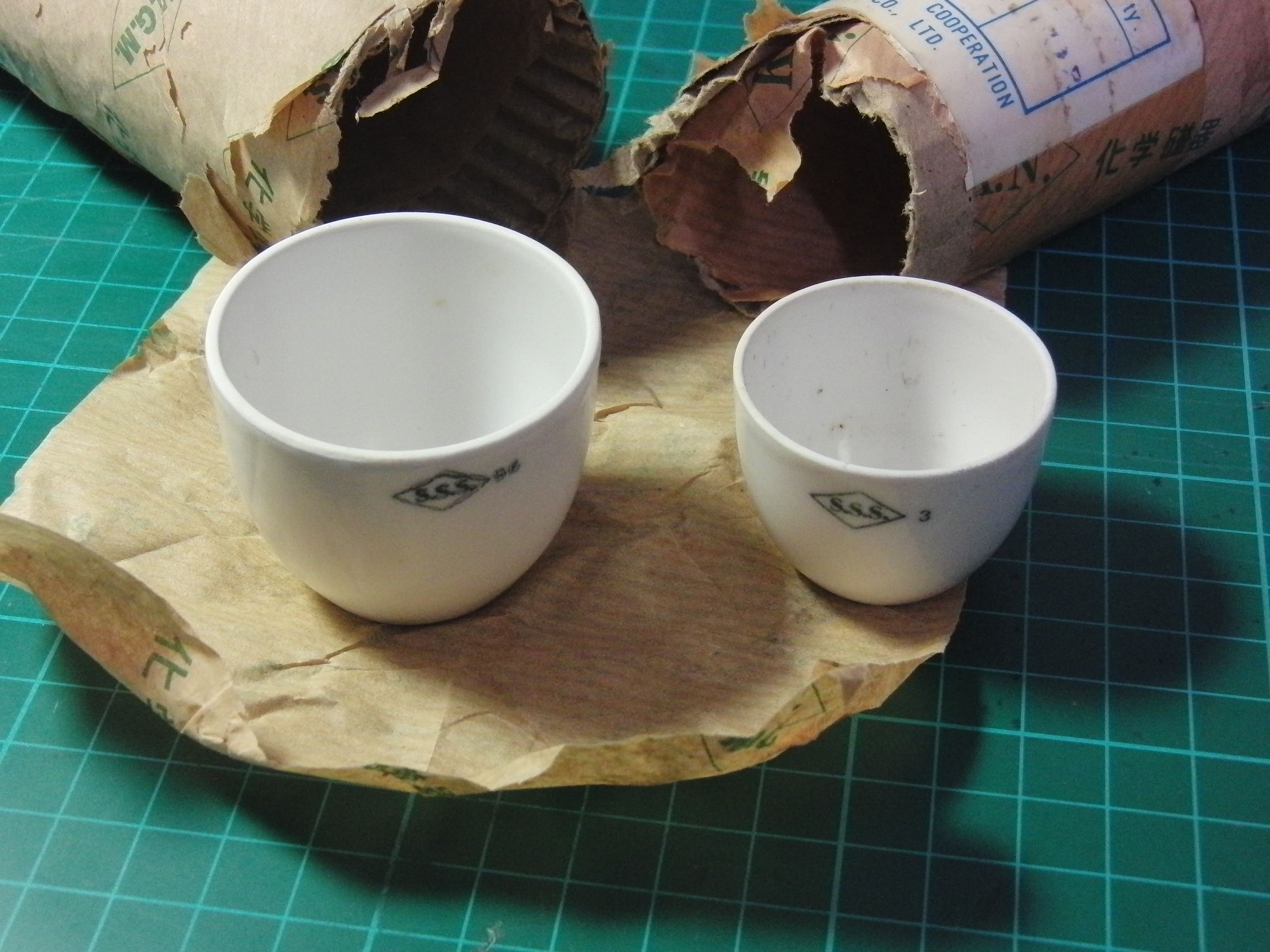
Hai chén nung với kích cỡ khác nhau.

Trong lĩnh vực phân tích hóa học, các chén nung được sử dụng trong phân tích hóa trọng lượng định lượng (phân tích bằng cách đo trọng lượng của một chất cần phân tích hay dẫn xuất của nó). Sử dụng chén nung thông thường có thể như sau. Bã còn lại hay chất kết tủa trong phương pháp phân tích hóa học có thể được thu thập hay lọc từ mẫu hay dung dịch nào đó trên giấy lọc "không tro" đặc biệt. Chén nung và nắp đậy được cân rất chính xác trước khi sử dụng bằng một cân phân tích có độ chính xác cao. Sau vài lần rửa và sấy khô phần nước lọc ra này, phần bã còn lại trên giấy lọc có thể được đặt trong chén nung và nung nóng tới nhiệt độ rất cao cho đến khi các chất bốc và hơi ẩm bị đẩy ra khỏi khối lấy mẫu của phần bã trong chén nung. Giấy lọc "không tro" bị cháy hết trong quá trình này. Chén nung với nắp kín được làm nguội trong tủ hút ẩm. Sau khi nguội đến nhiệt độ phòng (do nhiệt độ cao có thể làm cho các luồng không khí xung quanh cân gây ra các kết quả không chính xác) thì chén nung và nắp đậy với mẫu bên trong lại được cân rất chính xác một lần nữa. Trọng lượng của chén nung và nắp đậy rỗng đã cân trước đó được khấu trừ từ kết quả cân lại này để có trọng lượng của phần bã đã khô kiệt nằm trong chén nung.
Chén nung với phần đáy đục các lỗ nhỏ được thiết kế đặc biệt để sử dụng trong các phương pháp lọc, đặc biệt là cho phân tích trọng lượng như mô tả trên đây, được gọi là chén nung Gooch theo tên của người sáng chế ra nó là Frank Austin Gooch (1852-1929).
Để thu được các kết quả hoàn toàn chính xác, chén nung được gắp bằng kẹp gắp khô và sạch sẽ, do khi cầm bằng tay thì các dấu vân tay có thể thêm khối lượng có thể cân đo được vào chén nung. Các chén nung bằng sứ là ưa ẩm, nghĩa là chúng hấp thụ một lượng nhỏ hơi ẩm có thể cân đo được từ không khí. Vì lý do này, chén nung và nắp đậy bằng sứ cũng phải dược nung khô trước (nung tới nhiệt độ cao trước khi dùng) đến khi có trọng lượng cố định trước khi đem cân trước khi dùng vào nung phân tích. Điều này giúp xác định trọng lượng của chén nung và nắp đậy hoàn toàn khô kiệt. Điều kiện cần thiết là tối thiểu phải có hai lần nung khô, làm nguội và cân đo với cùng một kết quả để xác nhận trọng lượng chính xác (khô kiệt hoàn toàn) của chén nung và nắp đậy. Điều tương tự cũng là cần thiết đối với chén nung với nắp đậy và phần bã của mẫu thí nghiệm bên trong chén. Do trọng lượng của mọi chén nung và nắp đậy là khác nhau nên việc nung khô trước và cân trước khi dùng phải được thực hiện cho mọi chén nung/nắp đậy mới. Tủ hút ẩm chứa chất hút ẩm để hấp thụ triệt để hơi ẩm từ không khí bên trong tủ, vì thế không khí bên trong tủ là khô hoàn toàn.

### Thư viện
- Hauptmann A., T. Rehren & Schmitt-Strecker S., 2003. Early Bronze Age copper metallurgy at Shahr-i Sokhta (Iran), reconsidered, T. Stollner, G. Korlin, G. Steffens & J. Cierny (chủ biên) Man and mining, studies in honour of Gerd Weisgerber on occasion of his 65th birthday, Deutsches Bergbau Museum, Bochum
- O. Faolain S., 2004, Bronze Artefact Production in Late Bronze Age Ireland: A Survey, British Archaeological Report, British Series 382, Archaeopress, Oxford
- Roberts B. W., Thornton C. P. & Pigott V. C., 2009. Development of Metallurgy in Eurasia, Antiquity 83: 1012–1022
- Scheel B., 1989. Egyptian Metalworking and Tools, Shire Egyptology, Bucks
- Vavelidis M. & Andreou S., 2003. Gold and Gold working in Later Bronze Age Northern Greece, Naturwissenschaften 95: 361–366